# Chi Tiên khách lai
Về các loài anh thảo khác, xem bài Chi Anh thảo
Chi Tiên khách lai (danh pháp khoa học: Cyclamen) là một chi của khoảng 20 loài trong thực vật có hoa, theo truyền thống được phân loại trong họ Anh thảo (Primulaceae), trong những năm gần đây đã được phân loại lại vào trong họ Xay (Myrsinaceae), nhưng gần đây hệ thống APG III chỉ coi họ Xay là một phân họ (Myrsinoideae) trong họ Anh thảo mở rộng.
Các tên gọi phổ biến của các loài trong chi này là tiên khách lai, hoa tai thỏ, hải đường rau cải, violet Ba Tư  hay anh thảo.

## Phân bổ
Các loài tiên khách lai có nguồn gốc ở khu vực Địa Trung Hải, từ Tây Ban Nha kéo dài về phía đông tới Iran, cũng như ở khu vực đông bắc châu Phi kéo dài về phía nam tới Somalia.
Các loài tiên khách lai thường mọc trong các cánh rừng khô hay trong các bụi rậm, tại đó chúng có thể tránh được ánh nắng gay gắt. Các loài có sức chịu giá rét khác nhau, với loài chịu lạnh nhất (C. hederifolium) tcó thể chịu được nhiệt độ xuống tới -15 °C, hay -30 °C nếu được tuyết che phủ; ngược lại, loài C. somalense ở đông bắc Somalia, không chịu được sương giá.

## Đặc trưng
Chúng là các loại cây thân thảo sống lâu năm có hoạt động ngủ hè, với các thân củ mọc trên mặt đất hay ngầm (xuất hiện từ trụ dưới lá mầm) đường kính 4–12 cm, từ đó sinh ra các lá vào cuối mùa đông, cũng như hoa vào mùa thu; các lá bị chết đi về mùa hè tại những khu vực nóng và khô hạn nhất ven Địa Trung Hải để bảo tồn nước. Lá hình tròn hay tam giác, dài 2–10 cm, rộng 2–7 cm, và thường điểm các đốm hình móng ngựa màu trắng bạc nhạt xung quanh phần giữa của lá. Các đốm này được một số nhà thực vật học cho là một dạng của sự ngụy trang tự nhiên để làm giảm khả năng bị động vật gặm ăn. Hoa mọc thành vòng xoắn gồm từ 3 tới 10 hoa, mỗi hoa mọc trên một cuống mảnh dẻ cao 3–12 cm, với 5 cánh hoa hợp nhất; có màu từ trắng tới hồng hay tía đỏ, phần lớn có màu hồng nhạt. Quả là loại quả nang có 5 khoang, đường kính 1–2 cm, chứa nhiều hạt dính nhớt đường kính khoảng 2 mm. Hạt được phát tán tự nhiên nhờ kiến, do chúng ăn phần cùi bao quanh hạt và làm phát tán hạt. Ấu trùng của một số loài côn trùng thuộc bộ Cánh vẩy (Lepidoptera) cũng phá hại các loài tiên khách lai, như Naenia typica.

## Trồng và sử dụng
Các loài tiên khách lai nói chung được trồng để lấy hoa, chúng được trồng trong chậu cả trong và ngoài nhà. Một vài loài chịu lạnh có thể trồng ngoài nhà tại các khu vực có khí hậu ôn hòa như khu vực tây bắc châu Âu và vùng ven tây bắc Thái Bình Dương.
Loài tiên khách lai được những người trồng hoa bán nhiều nhất là C. persicum, nó kém chịu lạnh. Một vài giống chọn lọc có thể có hoa màu trắng, hồng tươi, đỏ hay tía. Khi nở hoa, cần giữ chúng ở nhiệt độ dưới 20 °C (68 °F), với nhiệt độ ban đêm dao động trong khoảng từ 7 °C (44 °F) tới 15 °C (59 °F). Nhiệt độ trên 20 °C có thể khiến cây rơi vào trạng thái ngủ.
Tại nhiều khu vực trong khu vực bản địa của chúng, quần thể tiên khách lai đã bị suy giảm nghiêm trọng do bị thu hái từ hoang dã, thường là bất hợp pháp, để phục vụ cho mục đích thương mại; nên một số loài hiện nay đã rơi vào tình trạng nguy cấp. Tuy nhiên, ở một số ít các khu vực khác, các hiệp hội bảo tồn thực vật đã giáo dục người dân địa phương trong việc kiểm soát việc thu hoạch hoa một cách cẩn thận ở mức độ thích hợp, bao gồm cả việc gieo hạt cho các vụ mùa tương lai, đảm bảo cho cả sự duy trì của các quần thể hoang dại lẫn đảm bảo sự thu nhập tin cậy dài hạn. Nhiều loài tiên khách lai cũng được nhân giống trong các vườn ươm mà không gây tổn hại cho các cây hoang dại.
Các loài tiên khách lai có chứa các chất độc; chúng cũng đã được sử dụng trong y học để làm một loại thuốc sổ mạnh, nhưng độc tính của nó làm cho điều này trở thành khá nguy hiểm.

## Các loài
- Cyclamen africanum
- Cyclamen alpinum
- Cyclamen balearicum
- Cyclamen cilicium
- Cyclamen colchicum
- Cyclamen coum
- Cyclamen creticum
- Cyclamen cyprium
- Cyclamen graecum
- Cyclamen hederifolium
- Cyclamen intaminatum
- Cyclamen libanoticum
- Cyclamen mirabile
- Cyclamen parviflorum
- Cyclamen persicum
- Cyclamen pseudibericum
- Cyclamen purpurascens
- Cyclamen repandum
- Cyclamen rhodium
- Cyclamen rohlfsianum
- Cyclamen somalense

## Thư viện ảnh

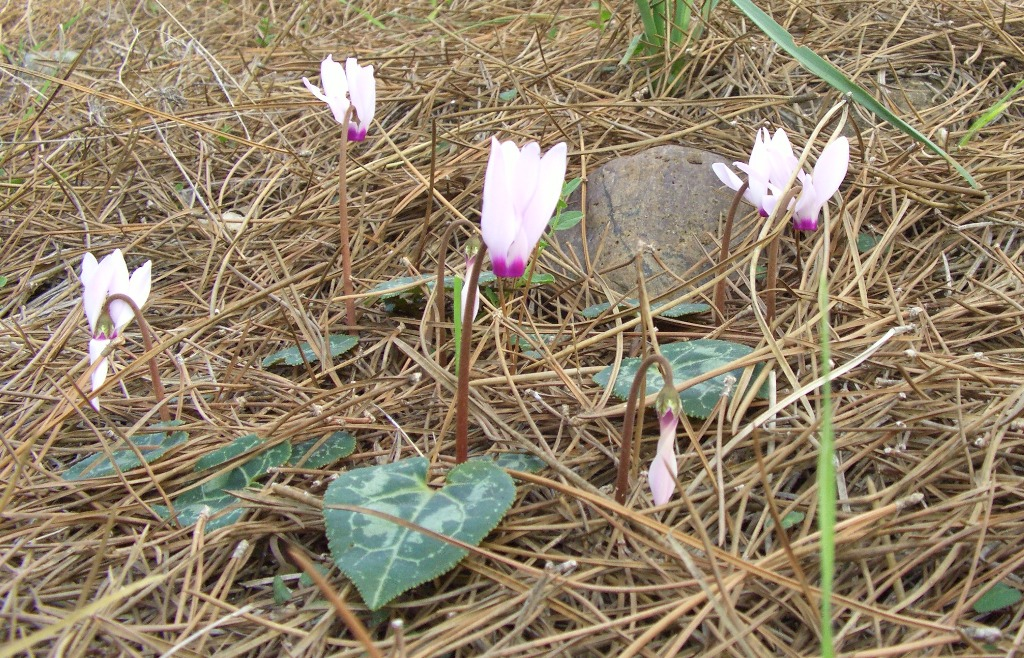
Cyclamen cilicium
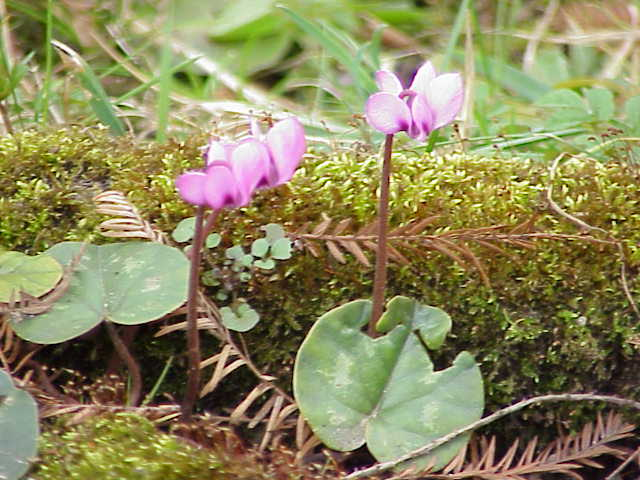
Cyclamen coum
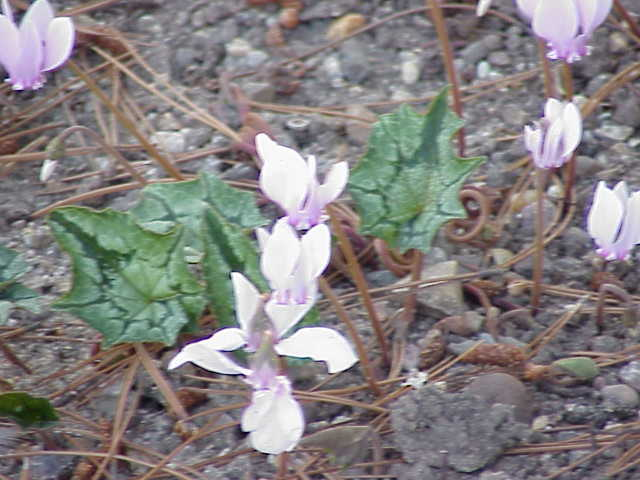
Cyclamen hederifolium
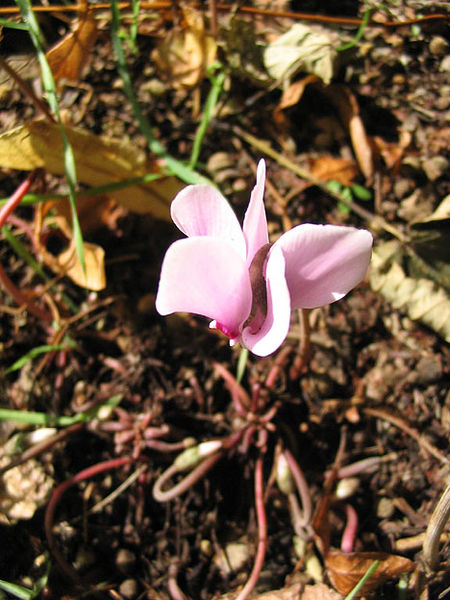
Cyclamen hederifolium
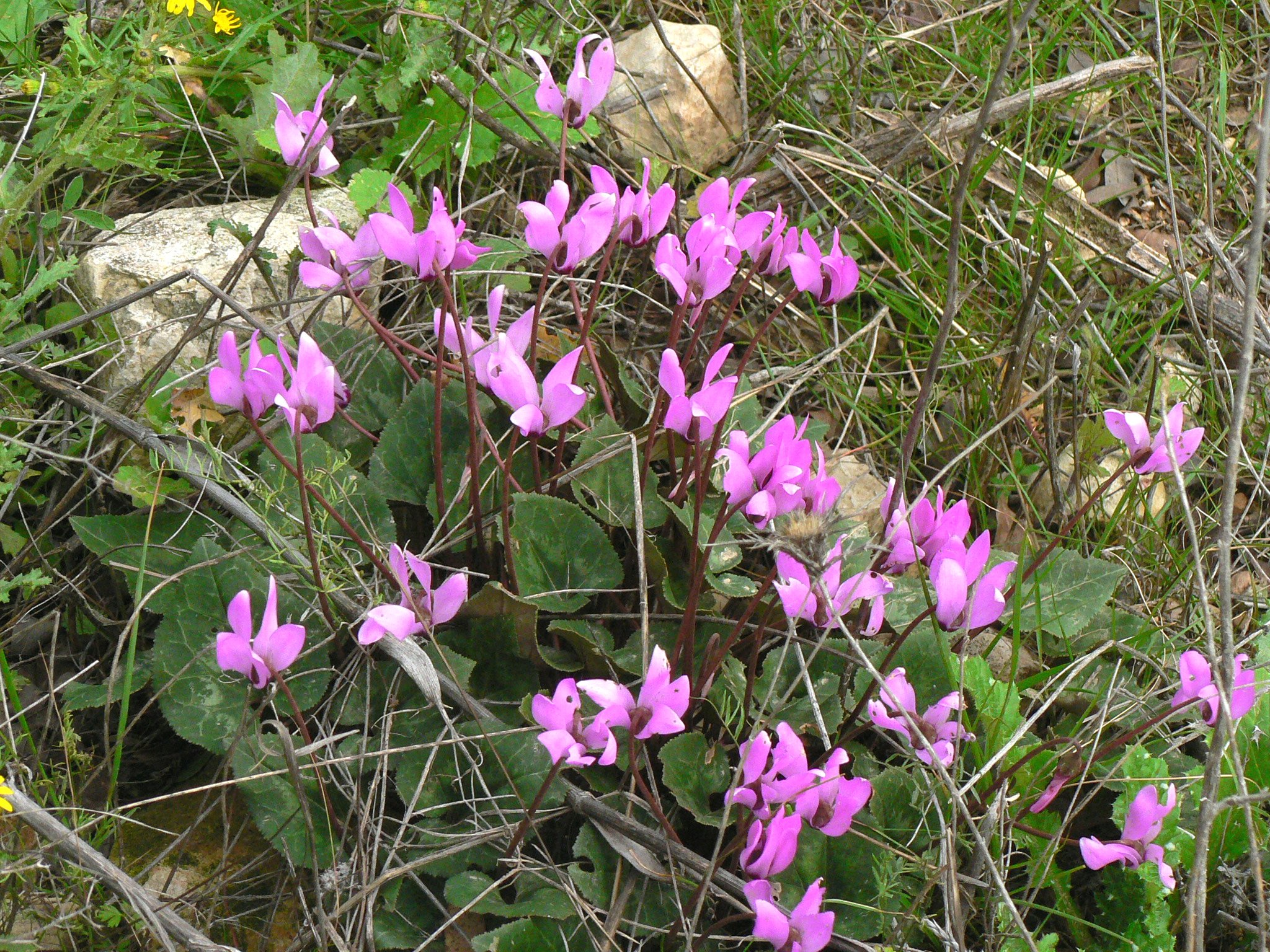
Cyclamen persicum (Israel)
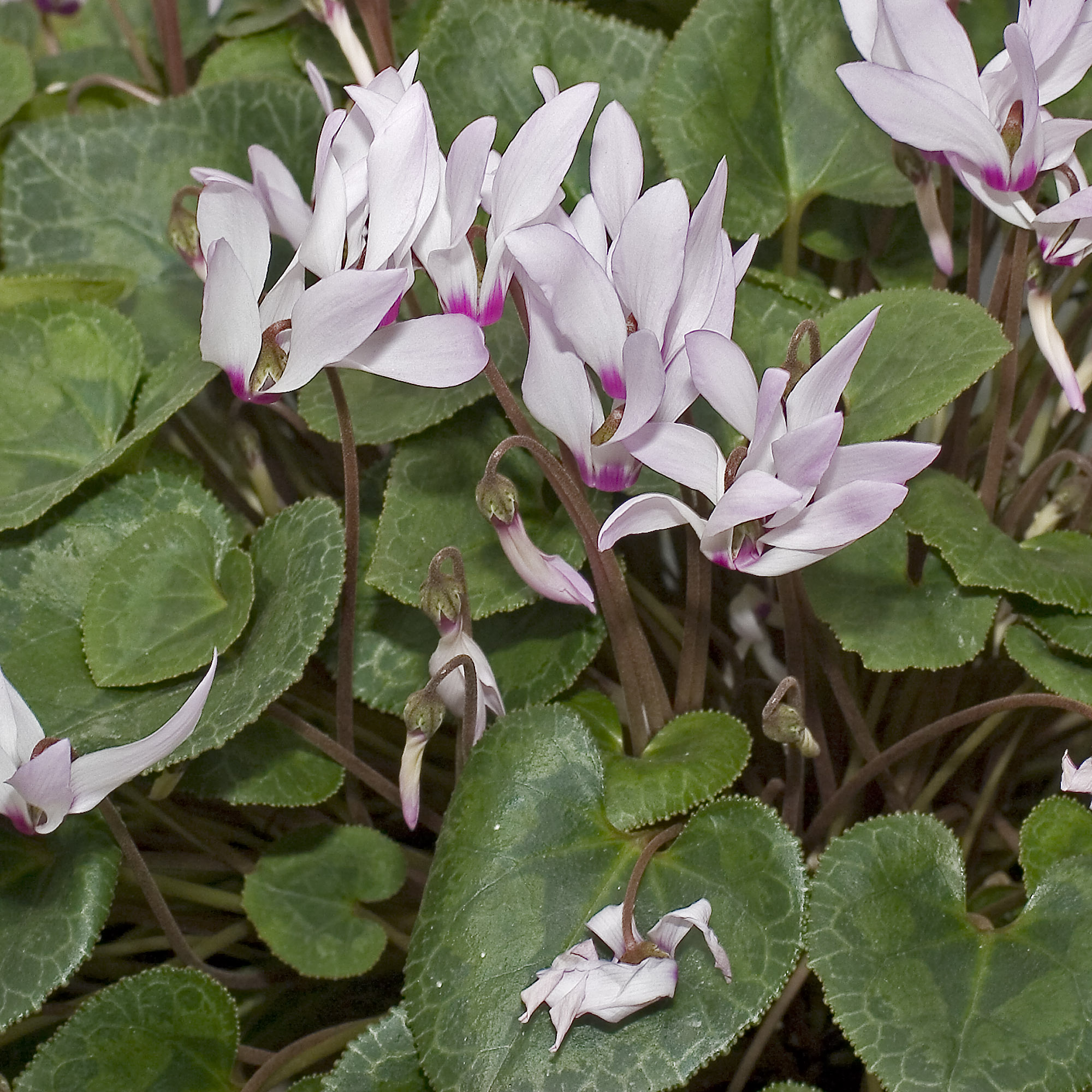
Cyclamen persicum
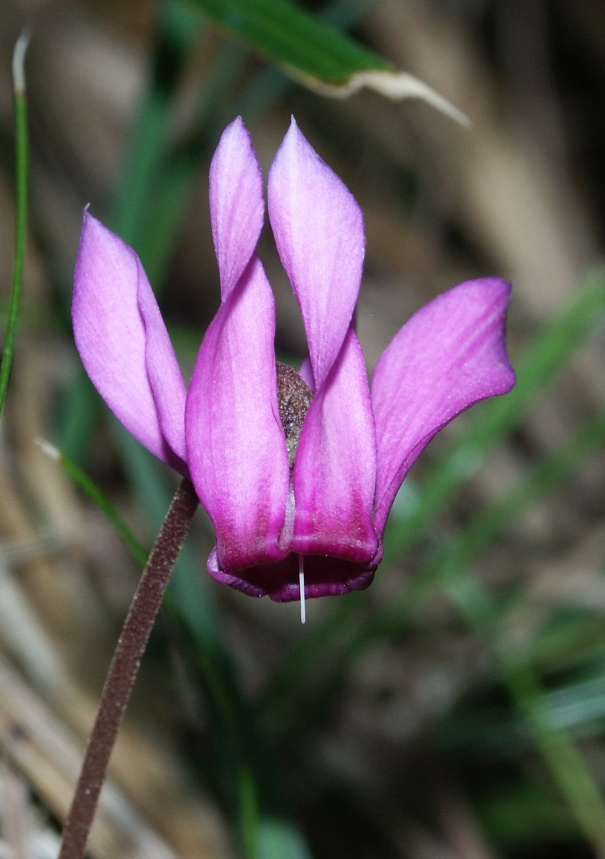
Cyclamen purpurascens
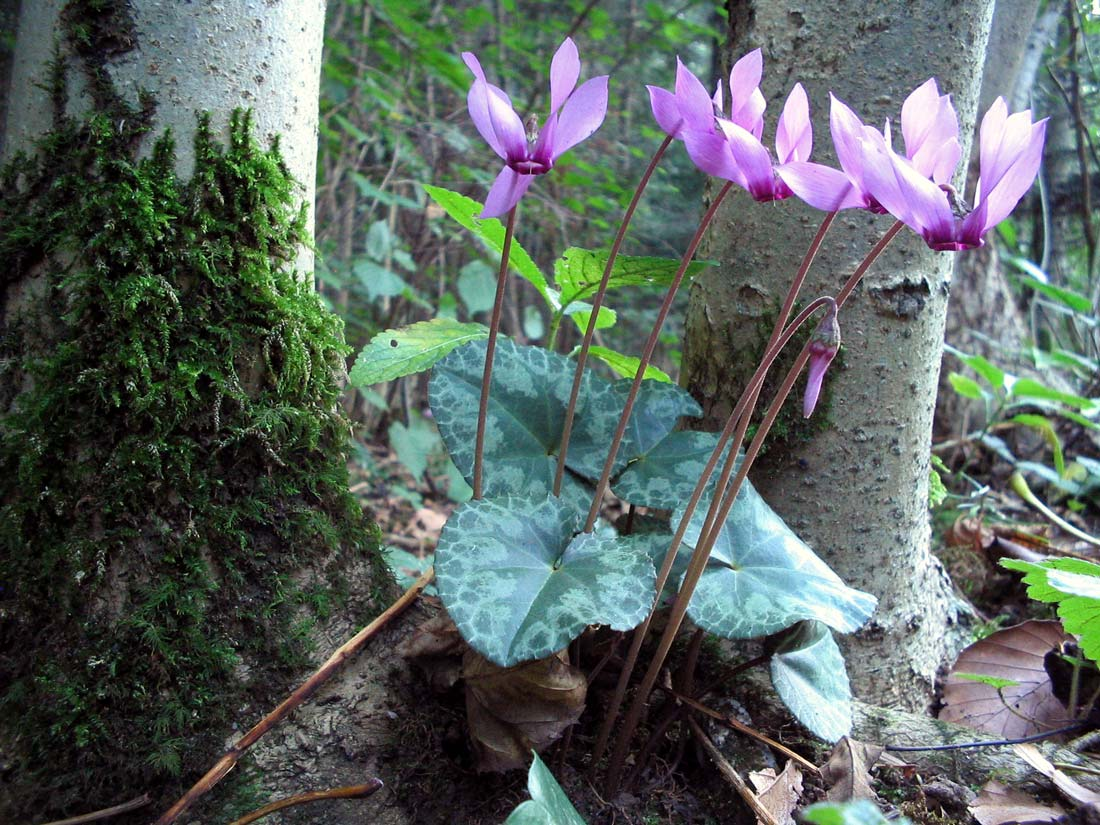
Cyclamen purpurascens
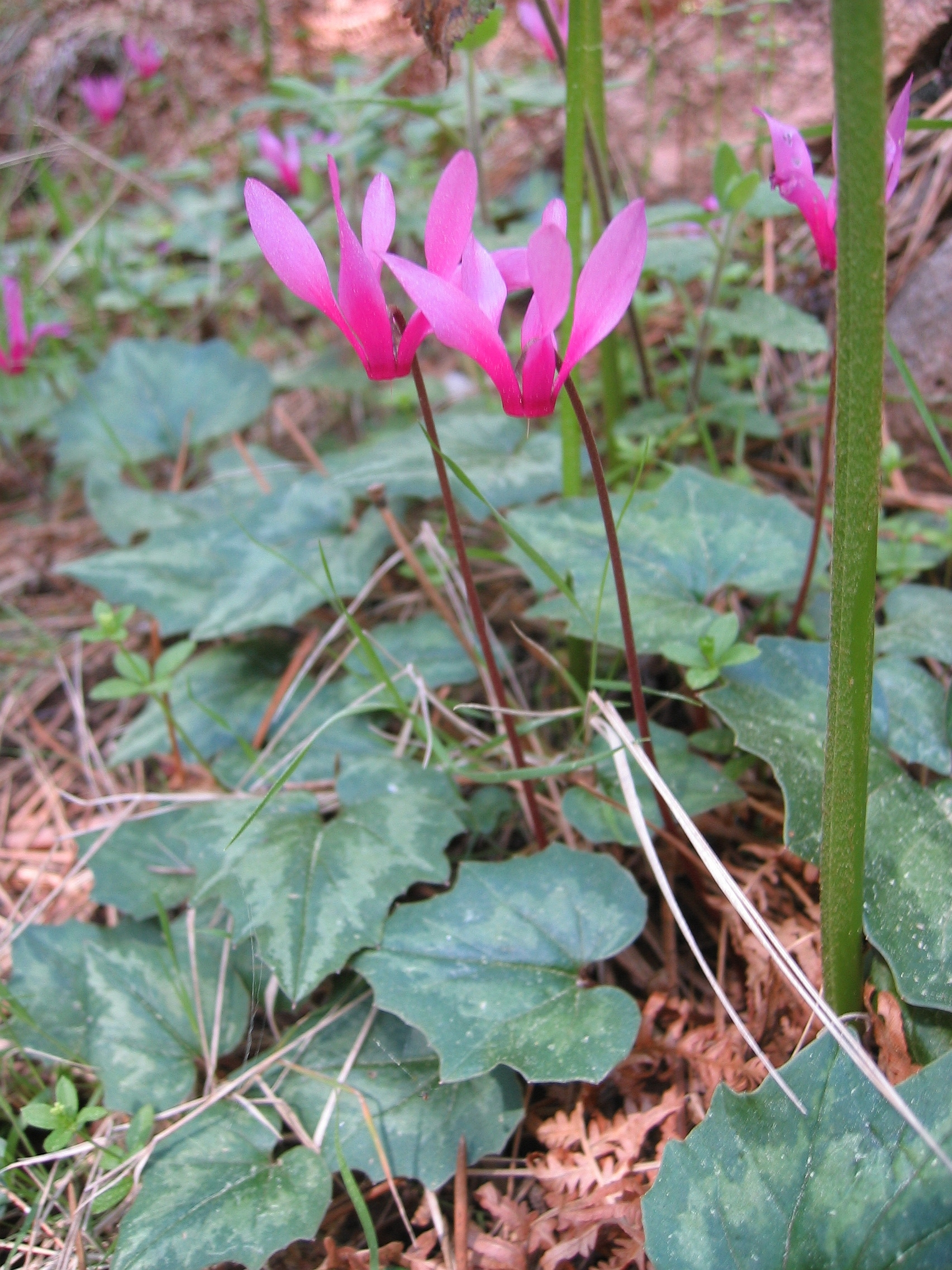
Cyclamen repandum (Pháp)
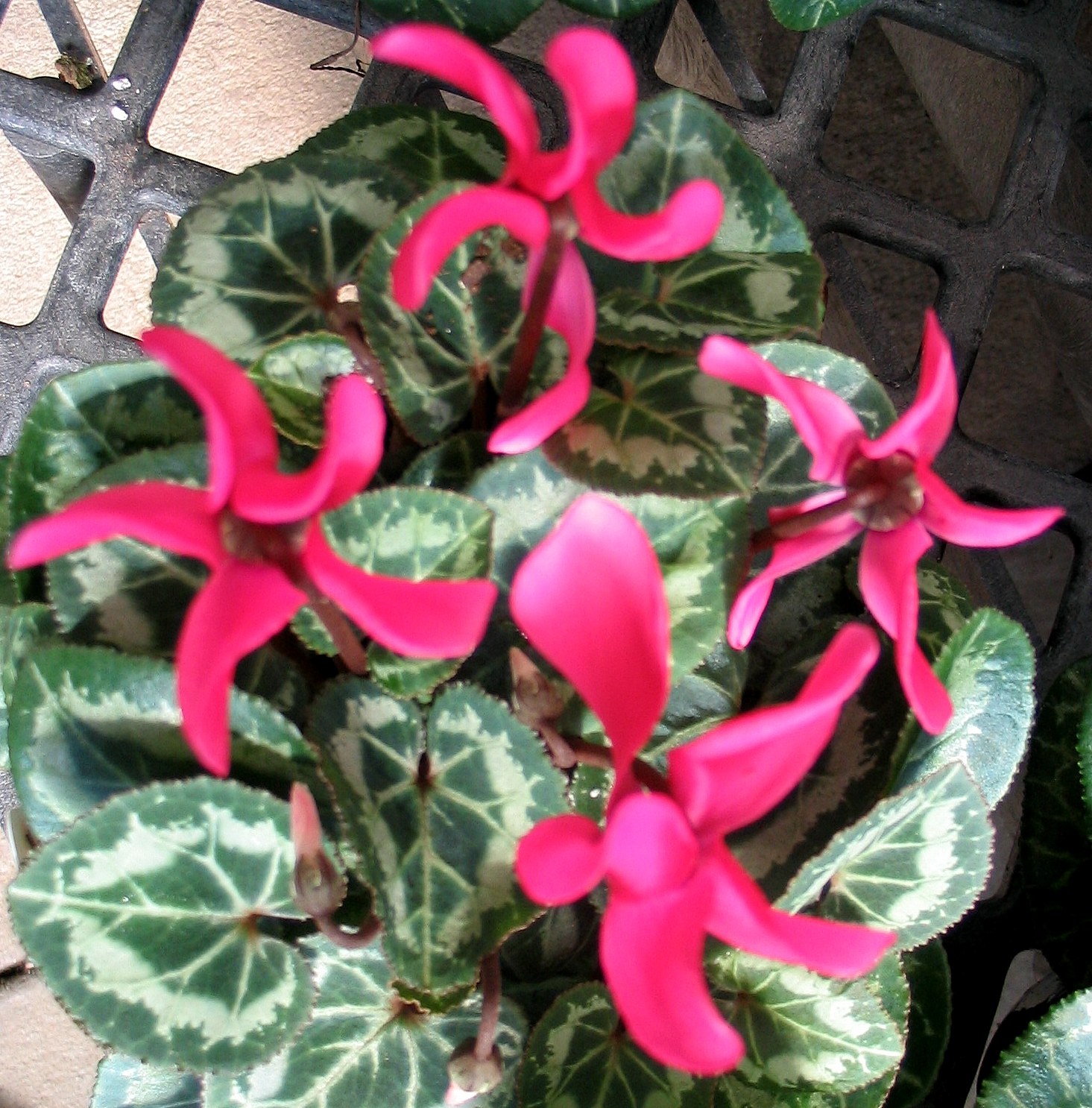
Một giống tiên khách lai
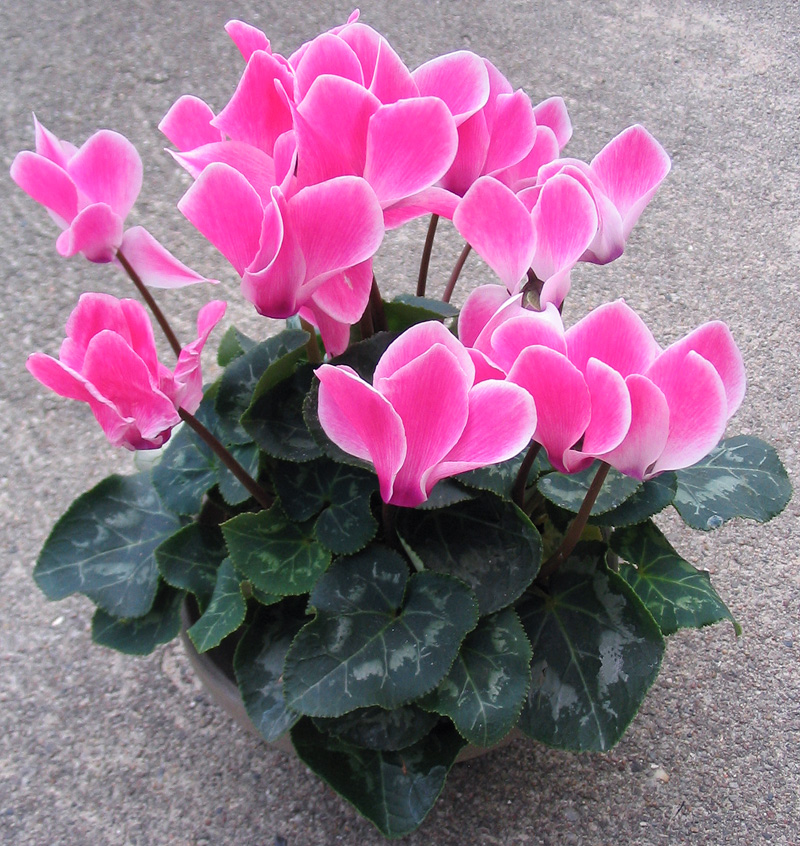
Một giống tiên khách lai
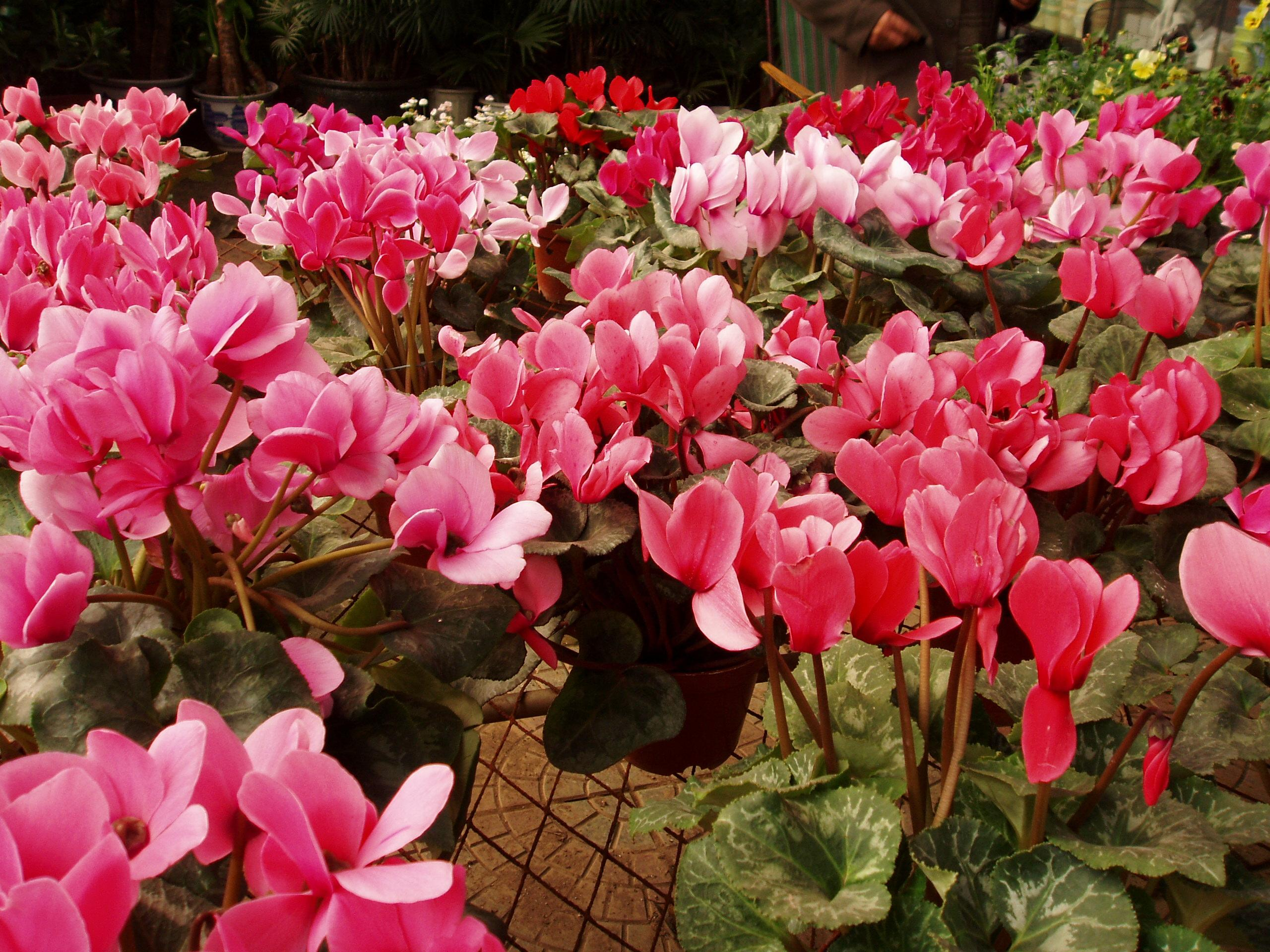
Một giống tiên khách lai
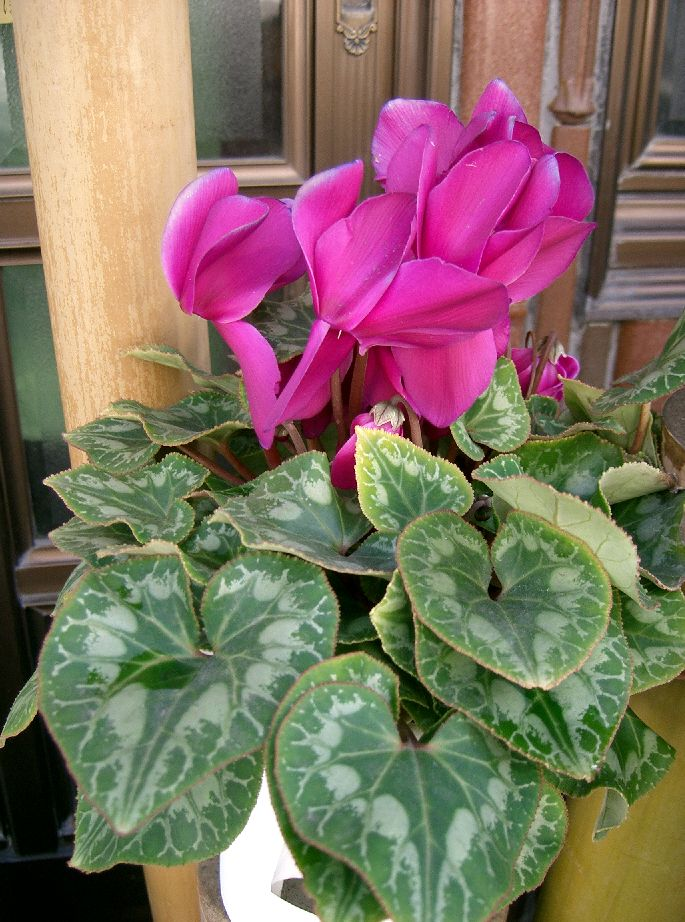
Một giống tiên khách lai
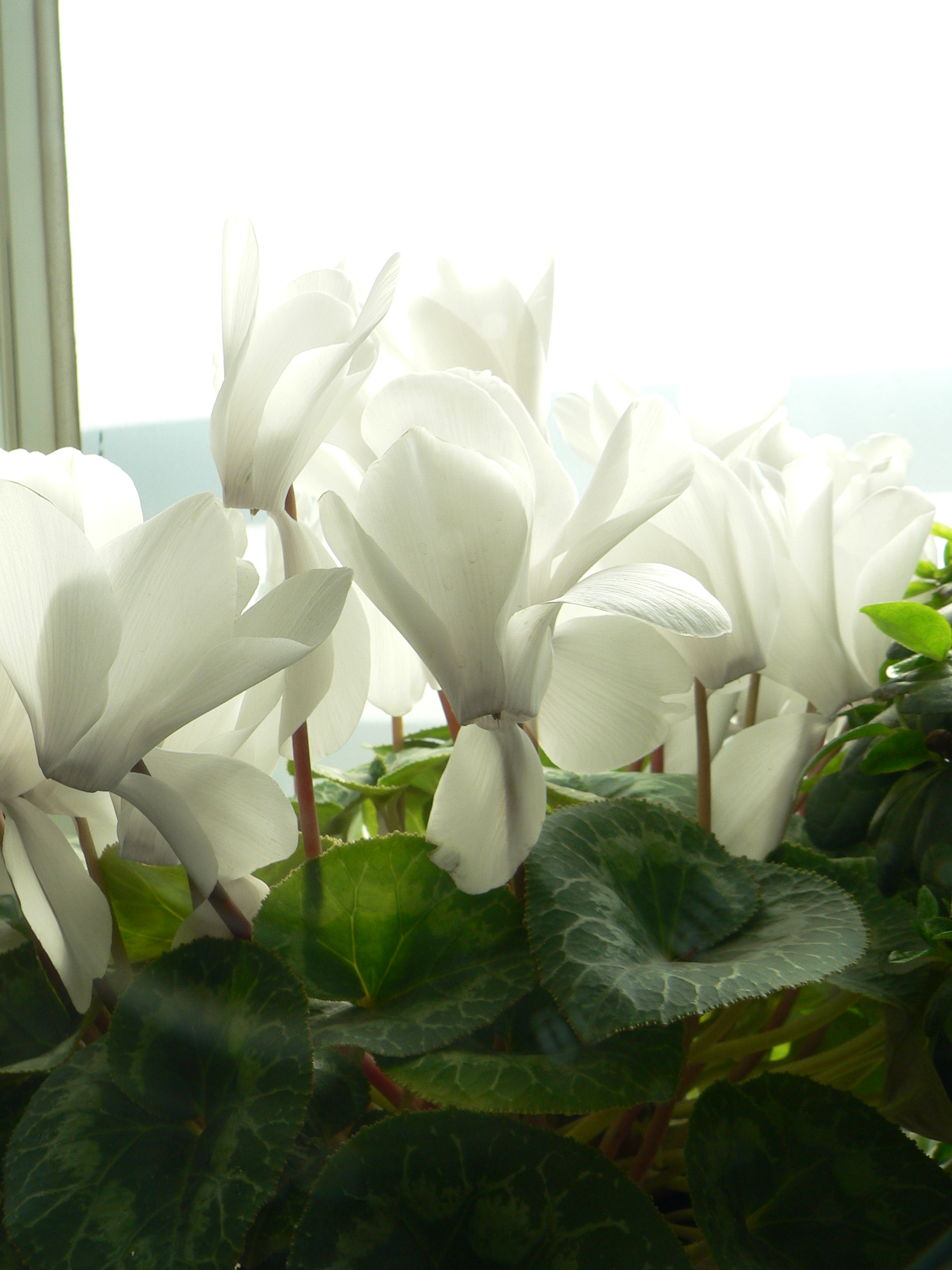
Một giống tiên khách lai